# Runcorn
Koordinaten: 53° 20′ N, 2° 44′ W
Runcorn ist eine Industriestadt in der Unitary Authority Halton in England und liegt auf der Südseite des River Mersey und des neben ihm verlaufenden Manchester Ship Canal etwa 20 Kilometer östlich von Liverpool. Sie hat 62.100 Einwohner (Stand: 2021).

## Geschichte
Der Name der Stadt leitet sich aus der Zeit der Sachsen ab; die Siedlung hieß Rumcofan. Die Herrscherin des Königreichs Mercia, Aethelflead (872–918), errichtete in Runcorn eine Festung zum Schutz der nördlichen Grenze des Königreichs vor den Wikingern. Die erste urkundliche Erwähnung Runcorns bezieht sich auf den Besuch Aethelfleads im Jahre 915. Gleichwohl ist Runcorn nicht im Domesday Book von 1086 aufgeführt, obwohl die benachbarten Orte Halton, Weston, Aston, Sutton und Stockham erwähnt sind. Entweder zählte Runcorn damals zu Halton oder es wurde für zu unbedeutend gehalten, um ins Domesday Book aufgenommen zu werden.
Zur Zeit der Normannen teilte Hugh d’Avranches, der Earl of Chester, sein Herrschaftsgebiet in Baronien. Die Baronie Halton erhielt die Herrschaft über die anderen Baronien. Der erste Baron von Runcorn, Nigel, errichtete 1071 auf dem Halton Hill eine Motte (Turmhügelburg). Von Halton Castle ist heute nur noch eine Ruine erhalten.
1115 gründete der Sohn von Baron Nigel, William Fitznigel, eine Augustiner-Priorei in Runcorn. Diese wurde 1134 nach Norton, ca. 6 km von Runcorn entfernt, verlegt. Die Barone von Halton unterstützten die Priorei bis 1200 finanziell. 1391 wurde sie zur Abtei erhoben. 1536 wurde das Kloster aufgegeben und einige Jahre später verkauft. Die Abtei zählt heute neben Halton Castle zu den wichtigsten Sehenswürdigkeiten Runcorns.
Ebenfalls zu Runcorn gehört heute die Ruine des elisabethanischen Landsitzes Rocksavage.
Während des englischen Bürgerkriegs war die Burg in der Hand der Monarchisten, angeführt von Earl Rivers, dem Steward of Halton. Es fiel zweimal (1643 und 1644) den Parlamentariern in die Hände.
Während des Zweiten Weltkriegs war Runcorn ein Zentrum der britischen Chemiewaffenproduktion. Hier befand sich die wichtigste Senfgas-Fabrik des Landes, wo hunderte Tonnen des Kampfstoffs gelagert wurden. In den nahe gelegenen Rocksavage-Werken wurde Phosgen hergestellt. Da die Gefahr bestand, dass bei deutschen Luftangriffen Giftgas aus beschädigten Lagerbehältern hätte austreten können, wurden Gasmasken an die Bevölkerung ausgegeben.
Heute besteht Runcorn aus der old town, die während der industriellen Revolution entstand, und der new town, die in den 1970er und 1980er Jahren gebaut wurde.
Runcorn liegt am Runcorn Gap, einer Engstelle des River Mersey, die für die Querung durch die Runcorn Railway Bridge sowie der nicht mehr existierenden Schwebefähre Runcorn und der sie ersetzenden Silver Jubilee Bridge genutzt wurde. Seit 2017 steht die Mersey Gateway Bridge im Zuge einer die Ortskerne vermeidenden Umgehungsstraße.
Bei Runcorn liegt das Dorf Daresbury, in dem Lewis Carroll geboren wurde. In der dortigen Kirche gibt es ein Fenster, das einige Figuren aus Alice im Wunderland zeigt.

## Wirtschaft
Die chemische Industrie der Stadt wurde viele Jahre lang vom Bereich Chlorchemie des ehemaligen britischen Chemiekonzerns ICI dominiert. Aber seit 2001 betreibt Inovyn (eine Tochtergesellschaft von Ineos) die umfangreichen Chemiewerke im Westen der Stadt und beschäftigte 2020 750 Mitarbeiter. Das Unternehmen betreibt in Runcorn eine der größten Chloralkali-Elektrolyseanlagen in Europa.
In Runcorn stellt Invoyn Chlor, Natronlauge und Chlorderivate her. Es produziert auch Salz, hergestellt aus Sole, die per Pipeline aus den Salzfeldern aus Zentral-Cheshire transportiert wird, und Schwefelsäure.
Weitere große Arbeitgeber sind die Unternehmen Sigmatex (Hersteller von Kohlenstofffasern), Héroux-Devtek (Hersteller von Flugzeugfahrwerken), Whitford (Hersteller von Spezialbeschichtungen), Teva (Hersteller von Arzneimitteln) und Fresenius Kabi (Hersteller von medizinischen und pharmazeutischen Produkten).
In Runcorn ist eine Produktionsstätte des britischen Küchenherstellers Howdens Joinery. Der Konzern ist im britischen Aktienindex FTSE 100 enthalten.

## Söhne und Töchter der Stadt
- Wilson Baker (1900–2002), Chemiker und Hochschullehrer
- Robert Done (1904–1982), Fußballspieler
- Shauna Coxsey (* 1993), Sportkletterin
- Luke Littler (* 2007), Dartspieler